# Bårsta
Bårsta är en stadsdel i västra delen av Södertälje. Stadsdelen består av hyresrätter och bostadsrätter. I Bårsta ligger även Bårsta IP som tidigare var hemmaplan för Assyriska FF innan flytten till Södertälje Fotbollsarena. I Bårsta ligger även Bårstaberget som bebyggdes under 1960-talet och består av både radhus och flerbostadshus.